# Молла Идриз (хайдутин)
Молла Идриз е гевгелийски хайдутин.

## Биография
Молла Идриз е родом от гевгелийското село Кара Синан. Подвизава се като хайдутин в Гевгелийско заедно с Иванчо Карасулията, който по-късно се присъединява към ВМОРО, и Кади Юсеин от гевгелийското село Негорци. Осъден е на доживотен затвор и лежи в Еди куле в Солун.
По препоръка на Стоян Георгиев, учителят в Струмишко Васил Драгомиров, докато лежи в Еди куле през 1905 година, се среща с него.
| „ | Аз потърсих Молла Идриз чрез стражара, като му дадох 8 металика... Влизам в кафенето, където виждам четирима души: трима си приказват, а един седи отделно на миндера. Аз попитах тримата: „Кимдър сизде Молла Идриз?“ („Кой от вас е Молла Идриз?“) Те ми посочват човека на миндера. Но как можеш да помислиш, че той е затворник. Облечен с хубави бели дрехи, с подпетени влечки - да му се ненагледаш... Говорихме докато гвардиана ме извика. Между другото го запитах: „Молла Идриз твоите другари всеки ден черпят учителите, защо го правят?“ „Та не може ли да се сетите? Защото във вас ни е надеждата. Вие да направите нещо, за да излезем оттук.“ | “ |